# Домінго Фаустіно Сарм'єнто
Домі́нго Фаусті́но Сарм'є́нто (ісп. Domingo Faustino Sarmiento; 15 лютого 1811 — 11 вересня 1888) — аргентинський політик, педагог, письменник, журналіст і військовик. Президент Аргентини у 1868—1874 роках. У річницю його смерті (11 вересня) в Аргентині відзначається День вчителя.

## Біографія
Народився у бідній родині, багато членів якої були політичними активістами. Він сам з ранніх років неодноразово вирушав у заслання, багато років боровся проти режиму Хуана Мануеля де Росаса. Представник покоління 1837 року, що дало Аргентині чимало блискучих розумів та видатних політичних постатей.
За часів свого президентства (з 1868 до 1874 року), провів низку реформ, спрямованих на розвиток інфраструктури, економіки та культури Аргентини. Його програми розвитку країни сприяли зростанню сільського господарства: землеробства, скотарства. За його правління було зведено залізниці й шосейні дороги, шпиталі, бібліотеки, школи. Брав активну участь у створенні Аргентинської національної обсерваторії, Академії Наук
Похований у мавзолеї на буенос-айреському цвинтарі Реколета.

## Творчість
З понад 50-ти томів його творів лише три можна умовно віднести до художньої творчості. Це монографія про феномен латиноамериканського вождизму (кауділізму) «Цивілізація і варварство. Життєпис Хуана Факундо Кіроги» (1845), записки «Подорожі Європою, Африкою та Америкою» (1849–1851) і книга нарисів «Спогади про провінції» (1851).